# Olympische Winterspiele 2014/Eishockey (Frauen)
Das Eishockeyturnier der Frauen bei den Olympischen Winterspielen 2014 in Sotschi fand vom 8. bis zum 20. Februar – so wie bei den Spielen in Vancouver – mit acht Nationalmannschaften statt. Die meisten Partien wurden in der Schaiba-Eisarena (russisch: Ледовая арена «Шайба») ausgetragen, die 7.000 Zuschauer fasst. Die Spiele um die Gold- und Bronzemedaille fanden dagegen im 12.000 Zuschauer fassenden Bolschoi-Eispalast (russisch: Большой ледовый дворец «Большой», wörtlich „Großer Eispalast“) statt. Beide Stadien befinden sich im Olympiapark Sotschi.
Kanada verteidigte durch einen 3:2-Finalsieg in der Verlängerung über die USA zum dritten Mal in Folge den Titel. Den dritten Rang sicherte sich die Schweiz.

## Qualifikation
Für das Turnier qualifizierten sich die ersten sechs Nationen der IIHF-Weltrangliste nach Abschluss der Weltmeisterschaft 2012 und zwei weitere Teilnehmer, die in Qualifikationsturnieren ausgespielt wurden.
Als beste sechs Mannschaften der IIHF-Weltrangliste 2012 qualifizierten sich:
- Kanada
- USA
- Finnland
- Schweiz
- Schweden
- Russland

Über die sechs Qualifikationsturniere qualifizierten sich zwei weitere Mannschaften:
- Deutschland
- Japan

## Modus
Die acht Teams des olympischen Eishockeyturniers wurden in der Vorrunde in zwei Gruppen zu je vier Mannschaften eingeteilt. Dabei setzten sich die zwei Gruppen nach den Platzierungen der Nationalmannschaften in der IIHF-Weltrangliste nach der Weltmeisterschaft 2012 nach folgendem Schlüssel zusammen:
Die Mannschaften auf den Plätzen 1 bis 4 der Weltrangliste befinden sich in der Gruppe A, die Plätze 5 bis 6 in Gruppe B. Ergänzt wird die Gruppe B durch die beiden Sieger der Qualifikationsgruppen.
| Gruppe A     | Gruppe B        |
| Kanada (1)   | Schweden (5)    |
| USA (2)      | Russland (6)    |
| Finnland (3) | Deutschland (8) |
| Schweiz (4)  | Japan (11)      |

Innerhalb der Gruppen spielen die Mannschaften zunächst nach dem Modus Jeder-gegen-Jeden, sodass jede Mannschaft zunächst drei Spiele bestreitet. Die beiden Erstplatzierten der höhergesetzen Gruppe A qualifizieren sich direkt für das Halbfinale, während der Dritt- und Viertplatzierte der Gruppe A sowie die beiden Erstplatzierten der Gruppe B im Viertelfinale gegeneinander spielen. Die Sieger der Halbfinalspiele treten anschließend im Finale um die Gold- und Silbermedaille an und die Verlierer der Halbfinalspiele im Spiel um Platz 3 um die Bronzemedaille. Die Verlierer der beiden Viertelfinalspiele spielen mit den beiden Tabellenletzten der Gruppe B um die Plätze 5 bis 8.

## Austragungsorte
| \| Sotschi \|               |
| Austragungsort des Turniers |
| Sotschi                     |

| Sotschi |

## Vorrunde

### Gruppe A
| 8. Februar 2014 12:00 Uhr (Ortszeit) | 8. Februar 2014 9:00 Uhr (MEZ) | USA H. Knight (0:53) K. Stack (27:42) A. Carpenter (35:39) | 3:1 (1:0, 2:0, 0:1) Spielbericht | Finnland S. Tapani (55:52) | Schaiba-Eisarena, Sotschi Zuschauer: 4.135 |

| 8. Februar 2014 17:00 Uhr | 8. Februar 2014 14:00 Uhr | Kanada J. Larocque (1:25) T. Watchorn (6:30) H. Wickenheiser (23:54) M.-P. Poulin (32:28) R. Johnston (36:10) | 5:0 (2:0, 3:0, 0:0) Spielbericht | Schweiz | Schaiba-Eisarena, Sotschi Zuschauer: 4.386 |

| 10. Februar 2014 14:00 Uhr | 10. Februar 2014 11:00 Uhr | USA M. Lamoureux (9:20) B. Decker (10:07) A. Kessel (10:15) H. Knight (14:23) A. Kessel (15:42) M. Lamoureux (33:26) K. Coyne (40:49) K. Coyne (43:59) A. Carpenter (55:39) | 9:0 (5:0, 1:0, 3:0) Spielbericht | Schweiz | Schaiba-Eisarena, Sotschi Zuschauer: 3.812 |

| 10. Februar 2014 19:00 Uhr | 10. Februar 2014 16:00 Uhr | Finnland | 0:3 (0:0, 0:0, 0:3) Spielbericht | Kanada M. Agosta-Marciano (49:27) J. Hefford (52:24) R. Johnston (56:36) | Schaiba-Eisarena, Sotschi Zuschauer: 4.837 |

| 12. Februar 2014 12:00 Uhr | 12. Februar 2014 9:00 Uhr | Schweiz R. Eggimann (23:28) P. Stänz (28:00) S. Marty (56:25) | 3:4 n. V. (0:2, 2:1, 1:0, 0:1) Spielbericht | Finnland J. Hiirikoski (7:56) M. Karvinen (9:55) M. Karvinen (35:31) J. Hiirikoski (62:38) | Schaiba-Eisarena, Sotschi Zuschauer: 4.211 |

| 12. Februar 2014 16:30 Uhr | 12. Februar 2014 13.30 Uhr | Kanada M. Agosta-Marciano (42:21) H. Wickenheiser (43:54) M. Agosta-Marciano (54:55) | 3:2 (0:0, 0:1, 3:1) Spielbericht | USA H. Knight (37:34) A. Schleper (58:55) | Schaiba-Eisarena, Sotschi Zuschauer: 4.812 |

| Pl. |          | Sp | S | OTS | OTN | N | Tore  | Punkte |
| 1.  | Kanada   | 3  | 3 | 0   | 0   | 0 | 11:02 | 9      |
| 2.  | USA      | 3  | 2 | 0   | 0   | 1 | 14:04 | 6      |
| 3.  | Finnland | 3  | 0 | 1   | 0   | 2 | 05:09 | 2      |
| 4.  | Schweiz  | 3  | 0 | 0   | 1   | 2 | 03:18 | 1      |

Abkürzungen: Pl. = Platz, Sp = Spiele, S = Siege, OTS = Siege nach Verlängerung (Overtime) oder Penaltyschießen, OTN = Niederlagen nach Verlängerung oder Penaltyschießen, N = Niederlagen

Erläuterungen: Qualifikant für das Halbfinale, Qualifikant für das Viertelfinale

### Gruppe B
| 9. Februar 2014 12:00 Uhr (Ortszeit) | 9. Februar 2014 9:00 Uhr (MEZ) | Schweden J. Asserholt (12:38) | 1:0 (1:0, 0:0, 0:0) Spielbericht | Japan | Schaiba-Arena, Sotschi Zuschauer: 2.928 |

| 9. Februar 2014 17:00 Uhr | 9. Februar 2014 14:00 Uhr | Russland I. Gawrilowa (45:04) O. Sossina (48:49) J. Smolenzewa (49:27) O. Sossina (52:15) | 4:1 (0:0, 0:1, 4:0) Spielbericht | Deutschland F. Busch (26:48) | Schaiba-Arena, Sotschi Zuschauer: 5.048 |

| 11. Februar 2014 14:00 Uhr | 11. Februar 2014 11:00 Uhr | Deutschland | 0:4 (0:1; 0:0, 0:3) Spielbericht | Schweden E. Nordin (1:00) C. Östberg (47:42) J. Olofsson (50:31) P. Winberg (51:35) | Schaiba-Arena, Sotschi Zuschauer: 4.015 |

| 11. Februar 2014 19:00 Uhr | 11. Februar 2014 16:00 Uhr | Russland T. Burina (11:39) A. Wafina (51:36) | 2:1 (1:0, 0:0, 1:1) Spielbericht | Japan A. Toko (40:33) | Schaiba-Arena, Sotschi Zuschauer: 4.897 |

| 13. Februar 2014 12:00 Uhr | 13. Februar 2014 9:00 Uhr | Japan | 0:4 (0:1, 0:1, 0:2) Spielbericht | Deutschland M. Anwander (13:23) F. Busch (20:48) K. Spielberger (58:31) F. Busch (59:28) | Schaiba-Arena, Sotschi Zuschauer: 2.618 |

| 13. Februar 2014 21:00 Uhr | 13. Februar 2014 18:00 Uhr | Schweden P. Winberg (38:58) | 1:3 (0:1, 1:1, 0:1) Spielbericht | Russland A. Schtschukina (8:38) A. Chomitsch (29:20) J. Smolenzewa (58:07) | Schaiba-Arena, Sotschi Zuschauer: 5.092 |

| Pl. |             | Sp | S | OTS | OTN | N | Tore | Punkte |
| 1.  | Russland    | 3  | 3 | 0   | 0   | 0 | 9:3  | 9      |
| 2.  | Schweden    | 3  | 2 | 0   | 0   | 1 | 6:3  | 6      |
| 3.  | Deutschland | 3  | 1 | 0   | 0   | 2 | 5:8  | 3      |
| 4.  | Japan       | 3  | 0 | 0   | 0   | 3 | 1:7  | 0      |

Abkürzungen: Pl. = Platz, Sp = Spiele, S = Siege, OTS = Siege nach Verlängerung (Overtime) oder Penaltyschießen, OTN = Niederlagen nach Verlängerung oder Penaltyschießen, N = Niederlagen

Erläuterungen: Qualifikant für das Viertelfinale

## Finalrunde
|  | Viertelfinale | Viertelfinale | Viertelfinale |  |  | Halbfinale | Halbfinale | Halbfinale |  |    | Finale           | Finale           | Finale           |
|  |               |               |               |  |  |            |            |            |  |    |                  |                  |                  |
|  |               |               |               |  |  | A1         | Kanada     | 3          |  |    |                  |                  |                  |
|  | A4            | Schweiz       | 2             |  |  | A4         | Schweiz    | 1          |  |    |                  |                  |                  |
|  | B1            | Russland      | 0             |  |  |            |            |            |  | A1 | Kanada           | 3                |                  |
|  |               |               |               |  |  |            |            |            |  | A2 | USA              | 2                |                  |
|  |               |               |               |  |  | A2         | USA        | 6          |  |    |                  |                  |                  |
|  | A3            | Finnland      | 2             |  |  | B2         | Schweden   | 1          |  |    | Spiel um Platz 3 | Spiel um Platz 3 | Spiel um Platz 3 |
|  | B2            | Schweden      | 4             |  |  |            |            |            |  |    | A4               | Schweiz          | 4                |
|  |               |               |               |  |  |            |            |            |  |    | B2               | Schweden         | 3                |

### Viertelfinale
| 15. Februar 2014 12:00 Uhr (Ortszeit) | 15. Februar 2014 9:00 Uhr (MEZ) | Finnland V. Hovi (33:16) E. Nuutinen (45:21) | 2:4 (0:0, 1:0, 1:4) Spielbericht | Schweden A. Borgqvist (40:48) L. Wester (45:09) E. Eliasson (55:45) E. Nordin (59:19) | Schaiba-Eisarena, Sotschi Zuschauer: 2.917 |

| 15. Februar 2014 16:30 Uhr | 15. Februar 2014 13:30 Uhr | Schweiz S. Marty (10:46) L. Stalder (59:39) | 2:0 (1:0, 0:0, 1:0) Spielbericht | Russland | Schaiba-Eisarena, Sotschi Zuschauer: 4.962 |

### Halbfinale
| 17. Februar 2014 16:30 Uhr | 17. Februar 2014 13:30 Uhr | USA A. Carpenter (6:10) K. Bellamy (7:16) A. Kessel (11:19) M. Lamoureux (25:41) M. Bozek (32:17) B. Decker (56:58) | 6:1 (3:0, 2:0, 1:1) Spielbericht | Schweden A. Borgqvist (53:04) | Schaiba-Eisarena, Sotschi Zuschauer: 4.542 |

| 17. Februar 2014 21:00 Uhr | 17. Februar 2014 18:00 Uhr | Kanada N. Spooner (7:29) N. Spooner (11:10) M. Daoust (11:33) | 3:1 (3:0, 0:1, 0:0) Spielbericht | Schweiz J. Lutz (25:14) | Schaiba-Eisarena, Sotschi Zuschauer: 3.378 |

### Spiel um Platz 3
| 20. Februar 2014 16:00 Uhr | 20. Februar 2014 13:00 Uhr | Schweiz S. Benz (41:18) P. Stänz (46:13) J. Lutz (53:43) A. Müller (58:53) | 4:3 (0:1, 0:1, 4:1) Spielbericht | Schweden M. Löwenhielm (14:00) E. Udén Johansson (38:58) P. Winberg (59:16) | Bolschoi-Eispalast, Sotschi Zuschauer: 8.283 |

### Finale
| 20. Februar 2014 21:00 Uhr | 20. Februar 2014 18:00 Uhr | Kanada B. Jenner (56:34) M.-P. Poulin (59:05) M.-P. Poulin (68:10) | 3:2 n. V. (0:0, 0:1, 2:1, 1:0) Spielbericht | USA M. Duggan (31:57) A. Carpenter (42:01) | Bolschoi-Eispalast, Sotschi Zuschauer: 10.639 |

## Platzierungsrunde
|  | Platzierungsrunde Plätze 5–8 | Platzierungsrunde Plätze 5–8 | Platzierungsrunde Plätze 5–8 |                  |  | Spiel um Platz 5 | Spiel um Platz 5 | Spiel um Platz 5 |
|  |                              |                              |                              |                  |  |                  |                  |                  |
|  |                              |                              |                              |                  |  |                  |                  |                  |
|  | A3                           | Finnland                     | 2                            |                  |  |                  |                  |                  |
|  | B3                           | Deutschland                  | 1                            |                  |  | A3               | Finnland         | 4                |
|  |                              |                              |                              |                  |  | B1               | Russland         | 0                |
|  |                              |                              |                              |                  |  |                  |                  |                  |
|  |                              |                              |                              | Spiel um Platz 3 |  |                  |                  |                  |
|  | B1                           | Russland                     | 6                            |                  |  |                  |                  |                  |
|  | B4                           | Japan                        | 3                            |                  |  | B3               | Deutschland      | 3                |
|  |                              |                              |                              |                  |  | B4               | Japan            | 2                |
|  |                              |                              |                              |                  |  |                  |                  |                  |

| 16. Februar 2014 12:00 Uhr (Ortszeit) | 16. Februar 2014 9:00 Uhr (MEZ) | Finnland J. Hiirikoski (1:15) M. Karvinen (8:32) | 2:1 (2:0, 0:1, 0:0) Spielbericht | Deutschland B. Evers (28:59) | Schaiba-Eisarena, Sotschi Zuschauer: 2.009 |

| 16. Februar 2014 21:00 Uhr | 16. Februar 2014 18:00 Uhr | Russland A. Schtschukina (16:12) A. Schochina (26:44) G. Skiba (27:33) O. Sossina (31:32) G. Skiba (49:39) T. Burina (55:42) | 6:3 (1:0, 3:2, 2:1) Spielbericht | Japan T. Yamane (26:14) A. Toko (26:50) C. Ōsawa (42:23) | Schaiba-Eisarena, Sotschi Zuschauer: 4.793 |

### Spiel um Platz 7
| 18. Februar 2014 12:00 Uhr | 18. Februar 2014 9:00 Uhr | Deutschland S. Götz (9:18) J. Zorn (24:30) S. Seiler (35:49) | 3:2 (1:1, 2:0, 0:1) Spielbericht | Japan H. Kubo (13:40) H. Yoneyama (42:56) | Schaiba-Eisarena, Sotschi Zuschauer: 2.012 |

### Spiel um Platz 5
| 18. Februar 2014 16:30 Uhr | 18. Februar 2014 13:30 Uhr | Finnland L. Välimäki (16:37) R. Välilä (17:28) M. Karvinen (42:30) M. Karvinen (43:31) | 4:0 (2:0, 0:0, 2:0) Spielbericht | Russland | Schaiba-Eisarena, Sotschi Zuschauer: 4.112 |

## Statistik

### Beste Scorerinnen
Abkürzungen: Sp = Spiele, T = Tore, V = Vorlagen, Pkt = Punkte, +/− = Plus/Minus, SM = Strafminuten; Fett: Turnierbestwert
| Spieler               | Team        | Sp | T | V | Pkt | SM | +/− |
| --------------------- | ----------- | -- | - | - | --- | -- | --- |
| Michelle Karvinen     | Finnland    | 6  | 5 | 2 | 7   | 4  | +4  |
| Pernilla Winberg      | Schweden    | 6  | 3 | 4 | 7   | 2  | +3  |
| Amanda Kessel         | USA         | 5  | 3 | 3 | 6   | 0  | +8  |
| Hilary Knight         | USA         | 5  | 3 | 3 | 6   | 6  | +1  |
| Kendall Coyne         | USA         | 5  | 2 | 4 | 6   | 2  | +8  |
| Brianna Decker        | USA         | 5  | 2 | 4 | 6   | 6  | +8  |
| Jekaterina Smolenzewa | Russland    | 6  | 2 | 4 | 6   | 2  | ±0  |
| Alex Carpenter        | USA         | 5  | 4 | 1 | 5   | 2  | −1  |
| Franziska Busch       | Deutschland | 5  | 3 | 2 | 5   | 2  | −4  |
| Marie-Philip Poulin   | Kanada      | 5  | 3 | 2 | 5   | 0  | +6  |

### Beste Torhüterinnen
Abkürzungen:  Sp = Spiele, Min = Eiszeit (in Minuten), SaT = Schüsse aufs Tor, GT = Gegentore, SO = Shutouts, GAA = Gegentorschnitt, Sv% = Fangquote; Fett:  Turnierbestwert; Quelle: IIHF
| Spieler            | Team        | Sp | Min    | SaT | GT | SO | GAA  | Sv%   |
| ------------------ | ----------- | -- | ------ | --- | -- | -- | ---- | ----- |
| Shannon Szabados   | Kanada      | 3  | 187:30 | 65  | 3  | 1  | 0,96 | 95,38 |
| Viona Harrer       | Deutschland | 3  | 180:00 | 96  | 6  | 1  | 2,00 | 93,75 |
| Noora Räty         | Finnland    | 6  | 358:57 | 183 | 13 | 1  | 2,17 | 92,90 |
| Valentina Wallner  | Schweden    | 5  | 269:16 | 152 | 13 | 1  | 2,90 | 91,45 |
| Anna Prugowa       | Russland    | 5  | 265:46 | 105 | 9  | 0  | 2,03 | 91,43 |
| Florence Schelling | Schweiz     | 6  | 362:38 | 276 | 24 | 1  | 3,97 | 91,30 |
| Jessie Vetter      | USA         | 4  | 246:02 | 86  | 8  | 0  | 1,95 | 90,70 |
| Nana Fujimoto      | Japan       | 5  | 271:41 | 131 | 15 | 0  | 3,31 | 88,55 |

## Abschlussplatzierungen
Die Platzierungen ergaben sich nach folgenden Kriterien:
- Plätze 1 bis 8: Ergebnisse des Hauptturniers
- Plätze 9 bis 14: Ergebnisse der Olympiaqualifikation, zweite Stufe (Gruppen C und D)
- Plätze 15 bis 20: Ergebnisse der Olympiaqualifikation, erste Stufe (Gruppen E und F)
- Plätze 21 bis 26: Ergebnisse der Olympiavorqualifikation (Gruppen G und H)

| Rang  | Nation      |
| ----- | ----------- |
| 1     | Kanada      |
| 2     | USA         |
| 3     | Schweiz     |
| 4     | Schweden    |
| 5     | Finnland    |
| 6     | Deutschland |
| 7     | Japan       |
| DSQ 1 | Russland    |

| Rang | Nation              |
| ---- | ------------------- |
| 09   | Tschechien          |
| 10   | Dänemark            |
| 11   | Norwegen            |
| 12   | Volksrepublik China |
| 13   | Slowakei            |
| 14   | Kasachstan          |

| Rang | Nation         |
| ---- | -------------- |
| 15   | Österreich     |
| 16   | Frankreich     |
| 17   | Italien        |
| 18   | Großbritannien |
| 19   | Niederlande    |
| 20   | Lettland       |

| Rang | Nation    |
| ---- | --------- |
| 21   | Ungarn    |
| 22   | Polen     |
| 23   | Slowenien |
| 24   | Spanien   |
| 25   | Südkorea  |
| 26   | Kroatien  |

## Medaillengewinner

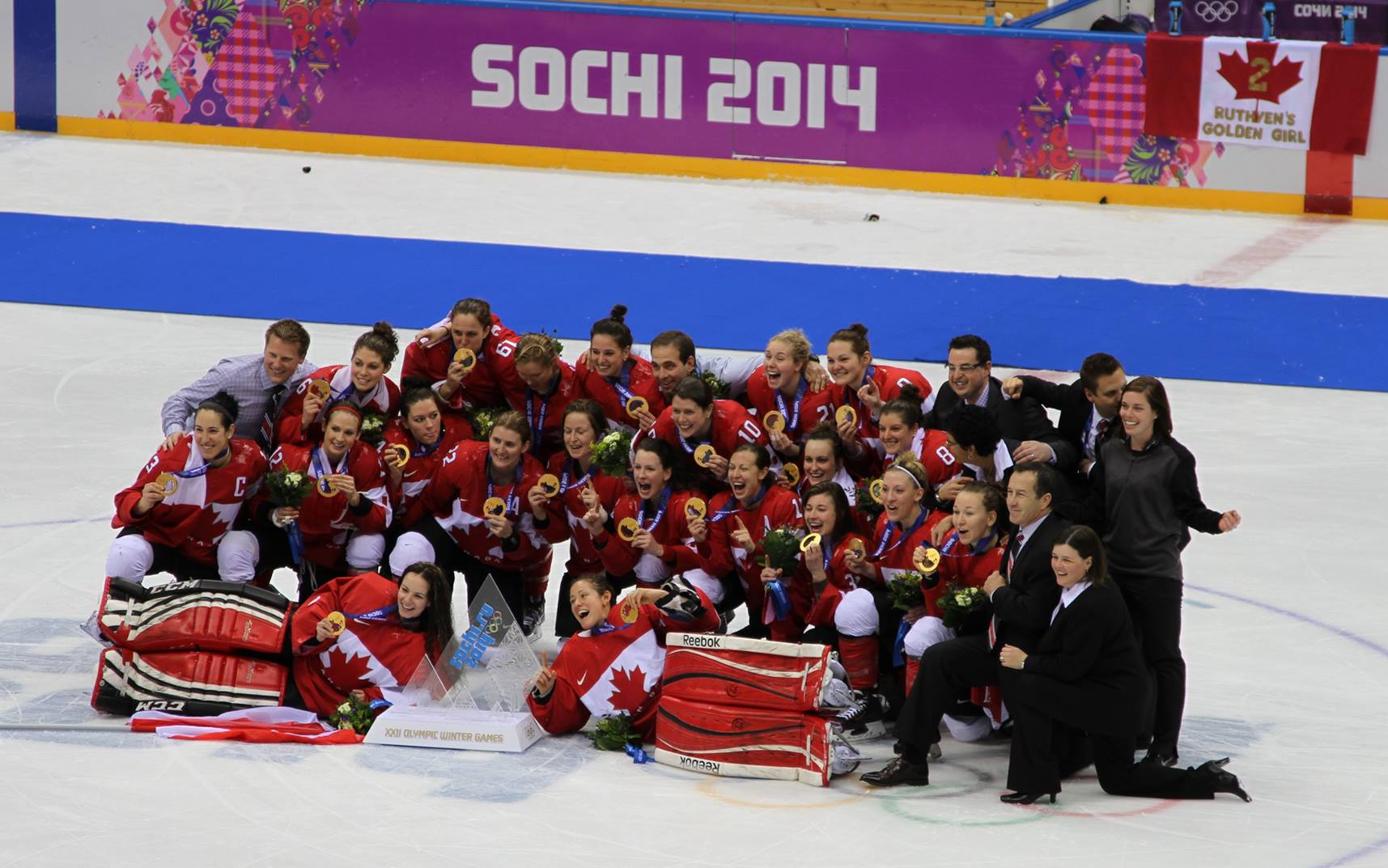
Die kanadische Nationalmannschaft nach dem Gewinn der Goldmedaille

| Olympiasieger Kanada | Meghan Agosta-Marciano, Gillian Apps, Mélodie Daoust, Laura Fortino, Jayna Hefford, Haley Irwin, Brianne Jenner, Rebecca Johnston, Charline Labonté, Geneviève Lacasse, Jocelyne Larocque, Meaghan Mikkelson, Caroline Ouellette, Marie-Philip Poulin, Lauriane Rougeau, Natalie Spooner, Shannon Szabados, Jennifer Wakefield, Catherine Ward, Tara Watchorn, Hayley Wickenheiser Trainerstab: Kevin Dineen, Danielle Goyette, Lisa Haley |

| Silber USA | Kacey Bellamy, Megan Bozek, Alex Carpenter, Julie Chu, Kendall Coyne, Brianna Decker, Meghan Duggan, Lyndsey Fry, Amanda Kessel, Hilary Knight, Jocelyne Lamoureux, Monique Lamoureux, Gigi Marvin, Brianne McLaughlin, Michelle Picard, Josephine Pucci, Molly Schaus, Anne Schleper, Kelli Stack, Lee Stecklein, Jessie Vetter Trainerstab: Katey Stone, Bobby Jay, Robb Stauber, Hilary Witt |

| Bronze Schweiz | Janine Alder, Livia Altmann, Sophie Anthamatten, Laura Benz, Sara Benz, Nicole Bullo, Romy Eggimann, Sarah Forster, Angela Frautschi, Jessica Lutz, Julia Marty, Stefanie Marty, Alina Müller, Katrin Nabholz, Evelina Raselli, Florence Schelling, Lara Stalder, Phoebe Stänz, Anja Stiefel, Sandra Thalmann, Nina Waidacher Trainerstab: René Kammerer, Daniel Meier |

## Auszeichnungen
Spielertrophäen

| Auszeichnung          | Spieler            | Team     |
| --------------------- | ------------------ | -------- |
| Beste Torhüterin      | Florence Schelling | Schweiz  |
| Beste Verteidigerin   | Jenni Hiirikoski   | Finnland |
| Beste Stürmerin       | Michelle Karvinen  | Finnland |
| Wertvollste Spielerin | Florence Schelling | Schweiz  |

All-Star-Team
| Angriff:      | Amanda Kessel – Meghan Agosta-Marciano – Hilary Knight |
| Verteidigung: | Megan Bozek – Jenni Hiirikoski                         |
| Tor:          | Florence Schelling                                     |